# Effet Snoek

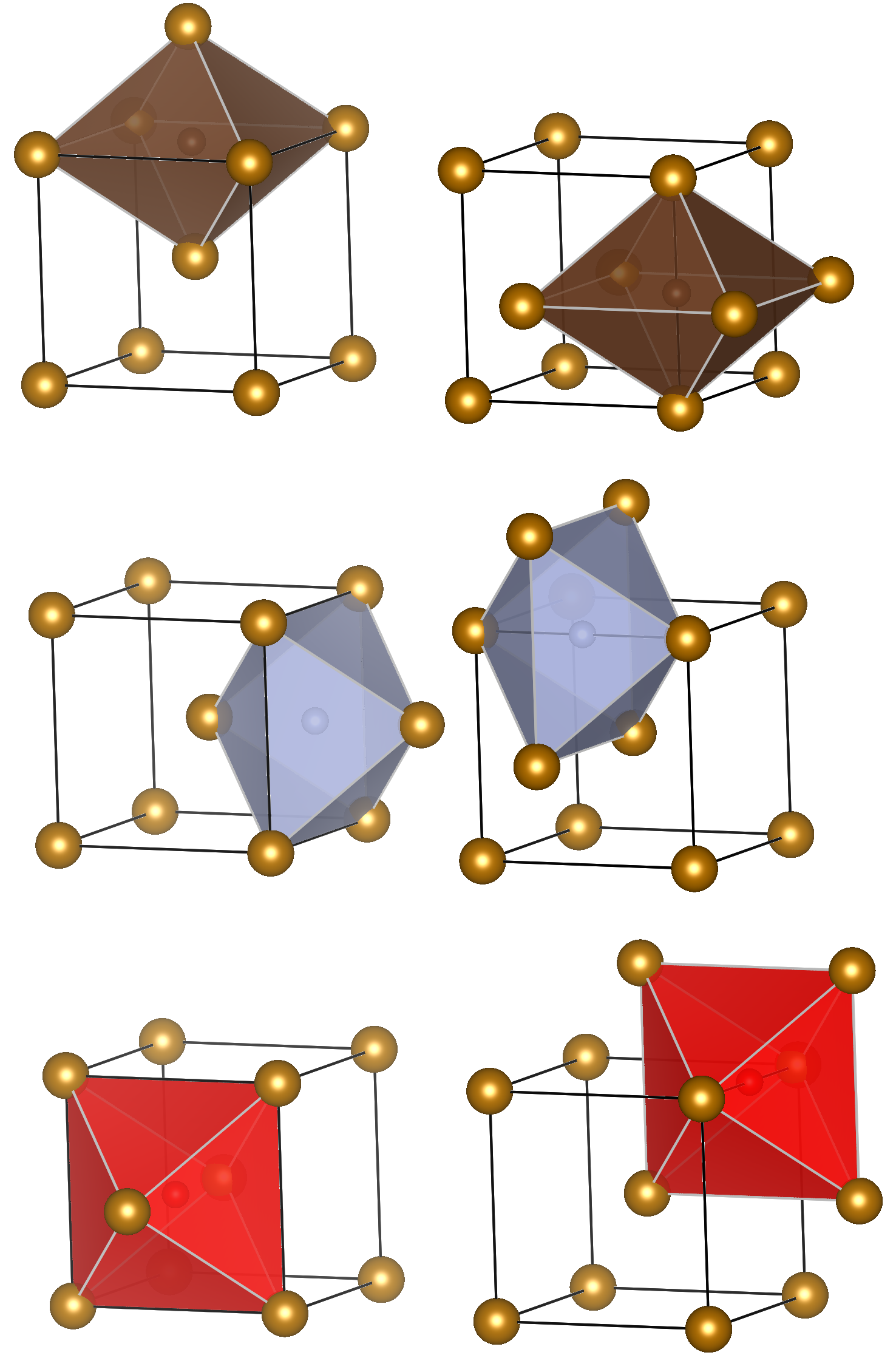
Exemples de sites octaédriques représentatifs dans une structure cubique centrée

L' effet Snoek, du nom de son découvreur, le Néerlandais Jakob Louis Snoek (de), est un phénomène d'amortissement mécanique observé dans les métaux de structure cristalline cubique à corps centré. Il est dû à des sauts d'atomes interstitiels entre différents sites octaédriques,. 
Une structure cubique centrée possède des sites octaédriques dans lesquels peuvent se loger des atomes interstitiels. Ces sites sont au milieu des arêtes du cube, ainsi qu'au centre de ces faces, et tous sont au centre d'un octaèdre aplati selon une des trois directions (x, y ou z) du cube. Ils ont donc une symétrie quadratique. La présence d'un atome sur le site va en général déformer localement cet octaèdre, et provoquer une élongation le long de l'axe court, mais préservera la symétrie quadratique. Dans un cristal au repos, non déformé, les sites octaédriques sont tous équivalents par symétrie, il existe autant d'octaèdres aplatis suivant x, y ou z, et les atomes interstitiels y sont répartis a priori de manière aléatoire.  
Si une contrainte de traction élastique est appliquée, par exemple dans la direction z du cristal, l'équivalence entre les trois types de sites octaédrique est rompue. Sous l'effet de la traction suivant z, et de la contraction suivant x et y qui l'accompagne, les octaèdres dont l'axe court est suivant z deviennent plus réguliers tandis que les octaèdres dont l'axe court est suivant x ou y s'aplatissent davantage. Il devient alors énergétiquement plus favorable pour les atomes interstitiels d'occuper ces premiers sites. Avec suffisamment d'énergie et le temps nécessaire, ces atomes interstitiels peuvent alors sauter d'un site à l'autre par un processus de diffusion. Ces sauts produisent un phénomène de relaxation qui constitue l'effet Snoek. De plus, l'occupation préférentielle de ces sites peut conduire, par la somme des déformations locales, à une déformation macroscopique du cristal qui persiste même après le relâchement de la contrainte. On parle d'effet anélastique pour désigner cet écart à l'élasticité. 
Jakob Louis Snoek étudia cet effet dans les aciers où la relaxation provient de la diffusion des atomes de carbone et d'azote dans le réseau du fer. Il a également été étudié dans le tantale.